# Tom Moore (regista)
Tom Moore (Meridian, 3 agosto 1943) è un regista cinematografico, regista televisivo e regista teatrale statunitense.

## Biografia
Nato a Meridian (Mississippi), Tom Moore si diplomò al West Lafayette High School nel 1961 ed ottenne un Bachelor of Art in Teatro dall'Università Purdue nel 1965, dove ricevette la distinzione degli ex-allievi sia come Old Maester che come Purdue Legacy. Negli ultimi anni Sessanta cominciò la sua carriera teatrale, dirigendo Loot alla Brandeis University e Oh, What a Lovely War! alla State University of New York at Buffalo. Nel 1972 diresse il suo primo spettacolo per Broadway, ovvero l'originale Grease, che venne replicato ben 3388 volte. Il suo progetto successivo, un musical nostalgico ambientato durante la Seconda Guerra Mondiale Over Here!, con Maxene e Patty Andrews e gli allora debuttanti John Travolta, Marilu Henner, Treat Williams e Ann Reinking nei ruoli secondari; Moore venne nominato nel 194 ad un Tony Award alla miglior regia di un musical. Nel 1978 produsse il revival di Once in a Lifetime, che anch'esso fu un successo. Nel 1981 la sua carriera subì un duro colpo con il disastroso adattamento di Frankenstein di Victor Gialanella, che venne cancellato appena dopo un solo spettacolo; tuttavia ritornò in auge con il dramma vincitore di un Pulitzer 'night, Mother, per il quale ricevette un'altra nomina ai Tony Award alla miglior regia di un'opera teatrale; The Octette Bridge Club; e Moon Over Buffalo.
Moore lavorò anche per il cinema, dirigendo Return to Boggy Creek (sequel del 1977 di The Legend of Boggy Creek di Charles B. Pierce), Una finestra nella notte (adattamento del 1986 di 'night Mother), che venne presentato al Festival di Berlino 1987.
Per la televisione infine girò alcuni episodi di numerose serie, tra cui L.A. Law, In famiglia e con gli amici, E.R. - Medici in prima linea, Cybill e Susan, La famiglia Brock, Un medico tra gli orsi, Ally McBeal, Dharma & Greg, Gilmore Girls, Felicity e Huff. Venne nominato al Primetime Emmy Award per la miglior regia per una serie drammatica per L.A. Law e E.R. - Medici in prima linea e al Primetime Emmy Award per la miglior regia per una serie commedia per Innamorati pazzi. Diresse nel 2000 anche un film, Geppetto.

## Filmografia
- Return to Boggy Creek (1977)
- Una finestra nella notte (1986)
- Maybe Baby, film TV (1988)
- The Flamingo Kid, film TV (1989)
- Fine Things, film TV (1990)
- LateLine, serie TV (1998)
- First Years, serie TV (2001)
- The Flight Fantastic (2015)